# 小澤得二
小澤 得二（おざわ とくじ、1893年10月11日 - 1979年4月19日）は、日本の映画監督、脚本家、編集技師、元俳優である。新漢字表記小沢 得二。本名小澤 得壽（おざわ とくじゅ）。

## 人物・来歴
1893年（明治26年）10月11日に生まれる。生地は伝えられていない。
1913年（大正2年）、上山草人が主宰する近代劇協会に参加、5年間にわたって新劇俳優としてのキャリアを積む。1920年（大正9年）、国際活映に入社し、佐藤紅緑の弟子であり日活向島撮影所出身という、新派系の演出家・脚本家の桝本清に師事する。1923年（大正12年）2月15日に公開された『涙の親子』で監督に昇進、とのことであるが、前年の1922年（大正11年）5月20日に公開された労資協調会宣伝映画製作の劇映画『人の心』を監督した記録がある。同年、松竹蒲田撮影所に移籍し、移籍第1回作品として『お転婆娘』を監督、同年8月7日に公開されたが、同年9月1日に起きた関東大震災に被災して同撮影所の機能は京都の下加茂撮影所、小澤もこれにともなって京都に異動した。翌1924年（大正13年）春には復興した蒲田撮影所に戻るが、同年秋には、帝国キネマ演芸に移籍、大阪の小坂撮影所に所属した。1925年（大正14年）、同撮影所は閉鎖され新会社・東邦映画製作所に移行したが、新会社がすぐに解散したので、直木三十三（のちの直木三十五）の主宰する聯合映画芸術家協会に参加、麻生豊の漫画を原作にした『ノンキナトウサン 活動の巻』を監督している。1927年（昭和2年）には、阪東妻三郎、立花良介、カール・レムリによる合弁会社・阪妻・立花・ユニヴァーサル聯合映画に参加、同社の合弁解消後は、阪東妻三郎プロダクションの太秦撮影所（現在の東映京都撮影所）で引き続き現代劇を中心に演出した。
1928年（昭和3年）、独立して小澤映画聯盟を設立、女優の五月信子らとともに長谷川伸や佐藤紅緑の小説を原作とした映画を製作、監督したが、長続きはできなかった。翌1929年（昭和4年）の解散後は、東京に移り、河合映画製作社に入社、同年10月11日に公開された『血の曲芸団』を第1作として、その後短期間に映画を量産する。1931年（昭和6年）からしばらく、東京シネマ商会で数本手がけるが、河合へ戻る。1933年（昭和8年）には、河合が改組して大都映画になると、同社に継続入社したが、翌1934年（昭和9年）には退社して、記録映画（ドキュメンタリー映画）に転向している。田中純一郎が執筆した『日本映画監督全集』（キネマ旬報社）の小澤の項目には、1938年（昭和13年）8月4日に公開された『起ち上る蒙古』を最後に引退した、という旨の記述があるが、ほかにも記録映画に関わった記録が残っている。
第二次世界大戦終了後も、1952年（昭和27年）に『文楽 人形遣いの妙技』（監督長島豊次郎、配給松竹）に関わり、1955年（昭和30年）には『カメラ誕生』（製作読売映画社、配給松竹、1957年公開）を演出した記録が残っている。
1979年（昭和54年）4月19日、脳血栓により死去した。満85歳没。

## フィルモグラフィ
クレジットは特筆以外すべて「監督」である。公開日の右側には監督を含む監督以外のクレジットがなされた場合の職名、および東京国立近代美術館フィルムセンター（NFC）、マツダ映画社所蔵等の上映用プリントの現存状況についても記す。同センター等に所蔵されていないものは、とくに1940年代以前の作品についてはほぼ現存しないフィルムである。資料によってタイトルの異なるものは併記した。

### 初期
すべてサイレント映画である。
- 『人の心』 : 主演根津新・東屋三郎、製作・配給労資協調会宣伝映画（高松豊次郎）、1922年5月20日公開
- 『涙の親子』 : 主演葛木香一・横山運平、製作・配給国際活映、1923年2月15日公開 - 原作・脚本・監督

### 松竹蒲田撮影所
特筆以外すべて製作は「松竹蒲田撮影所」、配給は「松竹キネマ」、すべてサイレント映画である。
- 『お転婆娘』 : 原作野村芳亭、主演岡田宗太郎・英百合子、1923年8月7日公開 - 脚本・監督
- 『山中小唄』 : 脚本石川白鳥、主演岡田宗太郎、製作松竹下加茂撮影所、1923年10月10日公開
- 『平和村』 : 脚本小田喬、主演久保田久雄・高尾光子、製作松竹下加茂撮影所、1923年11月3日公開
- 『たそがれの夕』 : 主演堀川浪之助・三村千代子、製作松竹下加茂撮影所、1923年製作・公開
- 『黄昏の街』 : 主演堀川浪之助 三村千代子、製作松竹下加茂撮影所、1924年2月10日公開 - 原作・脚本・監督
- 『虎と熊』 : 主演武田春郎・小藤田正一、1924年3月14日公開 - 脚本・監督
- 『感じの好い映画集 芋』 : 原作双葉くみ子、主演高尾光子・小藤田正一、1924年4月13日公開 - 脚本・監督
- 『美濃屋の娘』 : 原作野村芳亭、主演柳さく子・梅村蓉子、1924年5月1日公開 - 脚本・監督
- 『水車小屋』 : 原作野村芳亭、主演梅村蓉子・三村千代子、1924年5月21日公開 - 脚本・監督
- 『踊りの夜』 : 原作五所平之助、主演柳さく子・岡田宗太郎、1924年5月31日公開 - 脚本・監督
- 『白壁の家』 : 原作野村芳亭、主演英百合子・武田春郎、1924年7月11日公開 - 脚本・監督
- 『島に咲く花』 : 原作・脚本武田晃、主演正邦宏・梅村蓉子、1924年8月1日公開
- 『帰らぬ父』 : 原作武田晃、主演藤野秀夫・柳さく子、1924年9月2日公開 - 脚本・監督
- 『黄金地獄』 : 原作武田晃、主演岩田祐吉・五月信子、1924年10月30日公開 - 脚本・監督

### 帝国キネマ演芸
すべて製作は「帝国キネマ演芸小坂撮影所」あるいは「東邦映画製作所」、配給は「帝国キネマ演芸」、すべてサイレント映画である。
小坂撮影所
- 『紅録伝』 : 共同監督枝正義郎、主演梅蘭芳、1924年11月製作・公開
- 『情熱渦巻く』 : 脚本佐々木杢郎、主演五月信子・正邦宏、1924年12月11日公開
- 『勇敢なる弱者』 : 主演不明、1924年12月31日公開
- 『女夫涙』 : 原作佐々木杢郎、脚本山上紀夫、主演正邦宏・五月信子、1925年2月11日公開

東邦映画製作所
- 『運兵正戦』（ウンピンマーチェン） : 脚本佐々木杢郎、主演正邦宏・森静子、1925年6月4日公開
- 『人間礼讃』 : 主演正邦宏・森静子、1925年9月10日公開 - 脚本・監督

### 聯合映画芸術家協会
特筆以外すべて製作・配給は「聯合映画芸術家協会」、すべてサイレント映画である。
- 『ノンキナトウサン 活動の巻』 : 原作麻生豊、脚本金子洋文、主演曾我廼家五九郎、1925年9月18日公開
- 『いで湯の秋』 : 監督細山喜代松、主演高田稔・歌川るり子、製作東亜キネマ甲陽撮影所、配給東亜キネマ、1925年12月5日公開 - 原作・脚本のみ

### 阪妻・立花・ユニヴァーサル聯合映画
すべて製作・配給は「阪妻・立花・ユニヴァーサル聯合映画」、すべてサイレント映画である。
- 『相寄る魂』 : 脚本宮本一八、主演近藤伊与吉・森静子、1927年3月3日公開
- 『潮鳴』 : 脚本宮本一八、主演吉村哲哉・木村正子、1927年3月25日公開
- 『嵐に立つ女 前篇』 : 主演安田善一郎、1927年4月1日公開 - 原作・監督
- 『嵐に立つ女 後篇』 : 主演安田善一郎、1927年4月8日公開 - 原作・脚本・監督
- 『当世新世帯』 : 原作・脚本宮本一八、主演堀川浪之助・泉春子、1927年4月22日公開
- 『兄貴』 : 原作水町恭一郎、脚本宮本一八、主演伏見直江・氷室徹平、1927年5月13日公開

### 阪東妻三郎プロダクション太秦撮影所
すべて製作は「阪東妻三郎プロダクション太秦撮影所」、特筆以外配給は「一立商店」、すべてサイレント映画である。
- 『凡人杉作』 : 脚本細山喜代松、主演伊東淳兆・近藤伊与吉、1927年9月16日公開
- 『9番倉庫』 : 原作オト・ミュラ、脚本宮本一八、主演伏見信子・稲垣浩、1927年11月11日公開
- 『新版走馬燈』 : 原作・脚本宮本一八、主演堀川浪之助、1927年製作・公開
- 『待ち人来る』 : 原作・脚本宮本一八、主演堀川浪之助、1927年製作・公開
- 『暗夜のパノラマ』 : 原作・脚本宮本一八、主演堀川浪之助、配給松竹キネマ、1928年1月15日公開
- 『天保侠炎録』 : 原作・脚本佐々清雄、主演草間実・月村節子、配給松竹キネマ、1928年3月16日公開
- 『金五郎改心録』 : 原作吉村地生・宮本一八、脚本吉村地生、主演市川松之助・梅若礼三郎、配給松竹キネマ、1928年6月22日公開

### 小澤映画聯盟
特筆以外すべて製作・配給は「小澤映画聯盟」、すべてサイレント映画である。
- 『掏摸の家』 : 原作長谷川伸、脚本冬島泰三、主演高田稔・月村節子、1928年11月1日公開
- 『ラシャメンの父』 : 原作鈴木泉三郎、脚本水町恭一郎、主演高橋義信・富田百合子、1929年1月25日公開
- 『あゝ玉杯に花うけて』 : 原作佐藤紅緑、主演久保田久雄、製作・配給東京シネマ商会、1929年4月10日公開 - 脚本・監督、90分尺で現存（NFC所蔵[7]）
- 『南方の秘宝』 : 原作耽綺社同人、脚本佐々木杢郎、主演高田稔・月村節子、1929年7月27日公開
- 『半人半獣』 : 原作佐藤紅緑、脚本水町恭一郎、主演五月信子・山本冬郷、1929年10月13日公開

### 河合映画製作社
特筆以外すべて製作・配給は「河合映画製作社」、特筆以外すべてサイレント映画である。
- 『血の曲芸団』 : 原作・脚本水町恭一郎、主演松尾文人・橘喜久子、1929年10月11日公開
- 『黒髪悲話』 : 原作・脚本水町恭一郎、主演鹿島陽之助・橘喜久子、1929年11月1日公開
- 『貞操』 : 原作河合徳三郎、脚本水町恭一郎、主演柳沢俊夫・琴糸路、1929年11月22日公開
- 『なま薪燻べて』 : 原作・脚本水町恭一郎、主演生方一平・木下富久子、1930年1月5日公開
- 『浜の真砂二人男』 : 原作・脚本水町恭一郎、主演雲井竜之介、1930年1月10日公開
- 『夫婦戦線異状なし』 : 主演生方一平・橘喜久子、1930年1月15日公開
- 『愛火燃ゆ』 : 原作向山浪太郎、脚本水町恭一郎、主演国島荘一、1930年2月7日公開
- 『女』 : 主演千代田綾子・琴糸路、1930年2月14日公開
- 『新版相合傘』 : 主演鹿島陽之助・千代田綾子、1930年3月14日公開
- 『彼女はどうなる』 : 原作河合徳三郎、脚本水町恭一郎、主演琴糸路・国島荘一、1930年4月18日公開
- 『仇名草』 : 主演国島荘一、1930年5月23日公開
- 『怪物出現』 : 原作・脚本倉羅保有、主演千代田綾子・東大寺一郎、1930年6月6日公開
- 『霹靂』 : 脚本水町恭一郎、主演雲井竜之介、1930年7月4日公開
- 『多情涙恨』 : 共同監督石山稔、原作・脚本河合徳三郎、主演葉山純之輔、1930年7月18日公開
- 『激浪』 : 原作河合徳三郎、脚本水町恭一郎、主演千代田綾子・生方一平、1930年8月29日公開

- 『大空軍』 : 共同監督細山喜代松、主演鹿島陽之助・歌川るり子、製作・配給東京シネマ商会、1931年2月11日公開
- 『国難来』 : 原作・脚色細山喜代松、製作・配給東京シネマ商会、1931年ころ製作・公開
- 『運動会の日』 : 原作吉澤鎌之助、主演伊志井寛、製作・配給東京シネマ商会、1931年ころ製作・公開 - 脚色・監督
- 『鍬の光』 : 原案山中省二、脚本仲木貞一、主演木下千代子、製作・配給東京シネマ商会、1931年ころ製作・公開
- 『昼寝も出来ない』 : 原作池部均、製作・配給映音商店、主演柳栄二郎、トーキー、1932年7月14日公開[1]

- 『涙のピストル』 : 原作伊達夫馬、主演富田百合子・琴糸路、1932年10月13日公開 - 脚本・監督
- 『呪ひの宿命』 : 共同監督吉村操、原作・脚本水町恭一郎、主演琴糸路・相良伝三郎、1932年10月27日公開
- 『夜明けの路』 : 主演片桐敏郎・北見礼子、1932年12月1日公開
- 『鉄路の縁』 : 原作河合徳三郎、脚本山本三八、主演遠山竜之介・北見礼子、1933年1月5日公開
- 『荊を踏む女』 : 原作・脚本水町恭一郎、主演琴糸路・松村光夫、1933年1月10日公開
- 『長屋大騒動』 : 原作河合徳三郎、主演片桐敏郎、1933年1月20日公開 - 脚本・監督
- 『悲しき操』 : 原作・脚本佐伯早太郎、主演北見礼子・沢田譲、1933年2月1日公開
- 『自然の花』 : 原作河合徳三郎、脚本山本三八、主演植松藤兵衛・北見礼子、1933年3月1日公開
- 『渚に唄ふ 島の娘』 : 脚本山本三八、主演琴糸路・片桐敏朗、1933年3月1日公開
- 『インフレ大尽』 : 主演大岡怪童・北見礼子、1933年3月23日公開
- 『穴二つ』 : 原作河合徳三郎、脚本山本三八、主演片桐敏郎、1933年4月6日公開
- 『太陽を求めて行く』 : 原作水町恭一郎、脚本山本三八、主演片桐敏朗・久野あかね、1933年4月20日公開
- 『椿咲く島』 : 主演琴糸路・飯田英二、1933年5月4日公開
- 『春雨の歌』 : 原作河合徳三郎、脚本山本三八、主演松村光夫、1933年6月1日公開
- 『虹の女性』 : 主演野村京二・琴路美津子、1933年6月8日公開

### 大都映画
すべて製作・配給は「大都映画」、特筆以外すべてサイレント映画である。
- 『片羽鳥』 : 原作河合徳三郎、脚本山本三八、主演春水麗子・飯田英二、1933年8月26日公開
- 『善悪の巷』 : 脚本山本三八、主演琴路美津子、1933年9月21日公開
- 『名古屋まつり』 : 原作殿島蒼人、脚本水町恭一郎、主演琴糸路・小川国松、1933年10月7日公開
- 『ギャング討伐』 : 主演飯田英二・琴路美津子、1933年10月12日公開 - 脚本・監督
- 『東天に輝く』 : 脚本山本三八、主演藤間林太郎・琴路美津子、1933年10月26日公開
- 『妖しき都会』 : 脚本山本三八、主演松村光夫、1933年11月15日公開
- 『空晴れて』 : 脚本山本三八、主演片桐敏朗・大和玉江、1933年11月27日公開
- 『この罪に泣け』 : 脚本山本三八、主演月宮乙女・野村京二、1934年2月15日公開

### 記録映画
記録映画に携わった時代の作品である。すべてトーキーである。
- 『青年日本を語る』 : 主演永田秀次郎・徳富猪一郎、製作・配給地上映画社、1934年12月6日公開 - 編集（実質監督）

- 『驀進日本』 : 製作東京読売新聞社、配給日本商事映画社、1938年1月6日公開
- 『鵬程萬里』[5]（『鵬程万里 輝く練習艦隊』[5]） : 解説吉井俊郎、製作東京読売新聞社、配給日本商事映画社、1938年製作・公開
- 『楽土北支』 : 解説吉井俊郎、製作愛国映画社、配給三和商事、1938年製作・公開 - 編集（実質監督）
- 『起ち上る蒙古』（『起ち上がる蒙古』[5]） : 解説竹脇昌作、製作愛国映画社、配給三和商事、1938年8月4日公開 - 編集（実質監督）

- 『新しき生活』 : 主演恩田清二郎、製作旭日映画社、配給不明、1940年代製作・公開 - 原作・監督、90分尺で現存（NFC所蔵[7]）

- 『文楽 人形遣いの妙技』 : 監督長島豊次郎、配給松竹、1952年製作・公開 - 原案[8]
- 『カメラ誕生』 : 製作読売映画社、配給松竹、1955年製作・1957年3月19日公開 - 演出